# Підріжжя
Підрі́жжя — село в Україні, у Велицькій сільській територіальній громаді Ковельського району Волинської області. Населення становило 682 осіб у 2020 році.

## Географія
Село розташоване на лівому березі річки Стохід.

## Історія
У 1906 році село Велицької волості Ковельського повіту Волинської губернії. Відстань від повітового міста 46 верст, від волості 10. Дворів 151, мешканців 831.

## Населення
Згідно з переписом УРСР 1989 року чисельність наявного населення села становила 866 осіб, з яких 400 чоловіків та 466 жінок.
За переписом населення України 2001 року в селі мешкало 729 осіб.

### Мова
Розподіл населення за рідною мовою за даними перепису 2001 року:
| Мова       | Відсоток |
| ---------- | -------- |
| українська | 98,91 %  |
| російська  | 1,09 %   |